# Edoardo Costa
Edoardo Costa, nome d'arte di Edoardo Cicorini (Varese, 7 agosto 1967), è un attore e modello italiano.

## Biografia
Nasce a Varese da Pietro Cicorini, un imprenditore nel settore dei trasporti e sua moglie Rosangela, un'impiegata presso la società elettrica locale, ha una sorella minore, Monica. Studia Filosofia all'Università Cattolica del Sacro Cuore e dopo aver terminato gli studi ha prestato servizio militare come carabiniere. Venne scoperto nel 1988 quasi per caso da un talent scout della Why Not Model Agency in un bar di Milano e inizia a lavorare come attore di fotoromanzi e modello, sfilando e posando per marchi come Giorgio Armani, Missoni, Laura Biagiotti, Gianni Versace, Tissot, Calvin Klein, Cerruti, Diet Coke, Christian Dior, Enrico Coveri e Toyota. In seguito studia recitazione a Milano, Los Angeles e Parigi, e comincia così la carriera d'attore recitando come comparsa in varie produzioni statunitensi come Baywatch e Arli$$.
Nel 1998 Costa interpreta il ruolo di Lorenzo Macchia nella soap opera Un posto al sole, in onda su Rai 3. Trasferitosi definitivamente in Italia nel 1999, continua a lavorare in varie fiction TV, tra cui: la sit-com Finalmente soli, le serie TV Un medico in famiglia e Distretto di polizia, le miniserie TV dirette da Gianfrancesco Lazotti, Valeria medico legale ed Angelo il custode, dove è tra i protagonisti con Giovanna Ralli e Lino Banfi con il ruolo di Adriano, e la soap opera Vivere, dove dal 2001 al 2005 interpreta il ruolo di Riccardo Moretti come protagonista. In questo periodo inizia una relazione con la modella ceca Alena Šeredová e inizia ad apparire più frequentemente come ospite in programmi televisivi come Quelli che il calcio. Nel 2004 posa nudo per il calendario di beneficenza Il respiro del mondo in Africa e appare sulla copertina della rivista For Men. Nel 2005 Costa è tra i concorrenti del reality trasmesso da Canale 5 La fattoria 2, condotto da Barbara d'Urso, venendo eliminato nel corso della sesta puntata con il 65% dei voti. 
Nel 2006 partecipa al film Notte prima degli esami e nel 2007 a Die Hard - Vivere o morire con Bruce Willis. Sempre nel 2007, Costa rileva l'agenzia di moda Beatrice International Models insieme alle modelle Iman e Stephanie Seymour, e apre la scuola di recitazione The Actor's Academy a Milano. Nel 2008 debutta negli Stati Uniti d'America con un ruolo da protagonista nel film Down The Shore al fianco di James Gandolfini e comincia a lavorare stabilmente nel cinema indipendente americano. Nel 2010 recita nel ruolo del colonnello Tanelli nel film The Black Tulip, nel 2013 in Non-Stop con Julianne Moore e nel 2019 nel film General Commander al fianco di Steven Seagal. Prosegue negli anni seguenti la sua carriera di attore in grandi estere e in film indipendenti.

## Procedimenti giudiziari
Nel 2008 e nel 2009 il programma satirico Striscia la notizia realizza vari servizi su delle possibili malversazioni nell'uso dei fondi dell'associazione umanitaria C.I.A.K. (Construction Intelligent Association Kids), fondata e presieduta dallo stesso Costa. I fondi sono stati raccolti in varie manifestazioni per essere destinati a iniziative di beneficenza, a favore di bambini in Kenya e degli abitanti delle favelas di Rio de Janeiro. Nel 2010 l'ex-autista di Costa afferma, sempre ai microfoni di Striscia la Notizia, che l'attore si sarebbe appropriato dei fondi dell'associazione per "servizi che non si riferiscono al lavoro dell'associazione, ma sono privati".
Il 24 maggio 2011 la procura di Milano chiede il rinvio a giudizio per Edoardo Costa per truffa aggravata, appropriazione indebita, falso ideologico e materiale e uso di atto falso. Secondo le ricostruzioni degli inquirenti su 650.000 euro raccolti per beneficenza solo 80.000 sarebbero stati effettivamente destinati all'assistenza dei bambini. Il 12 luglio 2012, Costa è condannato in primo grado a 3 anni di reclusione, una multa di 2.000 euro e risarcimenti per complessivi 7.000 euro per truffa e appropriazione indebita, venendo prosciolto dall'accusa di falso. Dopo i tre gradi di processo, Edoardo Costa è stato assolto per il falso in bilancio, l’interdizione dai pubblici uffici e la truffa aggravata. La pena è stata ridotta a un anno per reati fiscali.
Questa la sentenza definitiva di condanna n. 17114 del 2019 emessa dalla Corte di cassazione: Edoardo Cicorini è stato condannato alla pena di giustizia in ordine al reato di truffa ed appropriazione indebita, per avere, con una serie di iniziative promozionali, indotto diversi benefattori a consegnargli, nella qualità di presidente di una ONLUS, somme di denaro, asseritamente volte a sostenere iniziative solidaristiche e per essersi poi appropriato delle somme non contabilizzate (pari a 205.000 euro), di cui aveva la disponibilità in ragione della predetta qualità.

## Filmografia parziale
- Human Error, regia di Clyde Ware (1988)
- Un posto al sole, registi vari - Soap opera (1998)
- Millennium Man, regia di Bradford May - Film TV (1999)
- Finalmente soli, regia di Francesco Vicario - Sit-com (1999)
- Anni '60, regia di Carlo Vanzina - Miniserie TV (1999)
- Millennium Man,regia di Bradford May (1999)
- Un medico in famiglia, regia di Tiziana Aristarco e Riccardo Donna - Serie TV (2000)
- Distretto di polizia, regia di Renato De Maria - Serie TV (2000)
- Valeria medico legale, regia di Gianfrancesco Lazotti - Miniserie TV (2000)
- Una donna per amico 3, regia di Rossella Izzo - Serie TV (2001)
- Angelo il custode, regia di Gianfrancesco Lazotti - Miniserie TV (2001)
- Vivere, registi vari - Soap opera (2001-2005)
- Beautiful, registi vari - Soap opera (2003)
- Il cielo può attendere, regia di Bruno Gaburro - Film TV (2005)
- Ricomincio da me, regia di Rossella Izzo - Miniserie TV (2005)
- Notte prima degli esami, regia di Fausto Brizzi (2006)
- Die Hard - Vivere o morire, regia di Len Wiseman (2007)
- Down The Shore, regia di Harold Guskin (2008)
- The Black Tulip, regia di Sonia Nassery Cole (2010)
- Non-Stop, regia di Jaume Collet-Serra (2013)
- Grand Street, regia di Lex Sidon (2014)
- Panzehir, regia di Alper Çağlar (2014)
- Club Santino, regia di Tess Cacciatore (2015)
- Culture of Fear, regia di Kayla Tabish (2017)
- General Commander, regia di Ross W. Clarkson e Philippe Martinez (2019)
- Captured, regia di Ross W. Clarkson (2020)
- Cold, regia di Derek Mori (2021)
- It's Just One Pill ,regia di Kayla Tabish (2022)
- Christmas in the Caribbean, regia di Philippe Martinez (2022)
- The Island, regia di Shaun Paul Piccinino (2023)
- Leggende metropolitane, regia di Stefano Meloncelli (2024)
- Harry Wild, serie TV (2025)